# Шечен
Шечен (тиб. ཞེ་ཆེན་, Вайли Zhe-chen, кит. упр. 協慶寺、雪謙寺, пиньинь Xiéqìng Sì, Xuěqiān Sì, палл. Сецин-сы) — один из основных шести монастырей школы Ньингма тибетского буддизма. Монастырь находится в уезде Деге в Ганьцзы-Тибетском автономном округе в провинции Сычуань в Китае, между Нангдо и монастырём Дзогчен.

## История
Монастырь Шечен бал основан в 1695 году. Основателем школы считается Рабджам Тенпей Гьялцен (rab 'byams bstan pa’i rgyal mtshan; 1650-?), ученик Пятого Далай-ламы. Основатель стал Первым Шечен Рабджамом (zhe chen rab 'byams). Вторым Шечен Рабджамом стал Гьюрме Кюнсанг Намгьял (gyur med kun bzang rnam rgyal; 1713—1769), собственно он и основал данный монастырь Шечен в 1735 году в провинции Кам.
Этот монастырь стал базой для подготовки монахов, позднее было основано ещё 160 монастырей данной школы. Значение монастыря стало настолько высоким, что он был причислен к «великим центрам школы Ньингма». Однако основной монастырь и 110 периферийных монастырей были разрушены в 1950-е годы китайскими властями. Дилго Кьенце Ринпоче (1910—1991), будучи в изгнании, перенёс богатую традицию монастыря Шечен в новую обитель — великолепный монастырь близ Великой Ступы Бодхнатх в Непале. Его пожеланием было, чтобы этот Монастырь поддерживал философские, духовные и художественные традиции материнского монастыря.
В 1980 году Дилго Кьенце Ринпоче приступил к строительству Монастыря Шечен Тенни Дерге Линг в Долине Катманду. Около десяти лет искусные ремесленники, каменщики, скульпторы, художники, ювелиры и портные трудились, чтобы сделать Монастырь одним из красивейших образцов тибетского искусства за границами Тибета.
Под руководством Дилго Кьенце Ринпоче все виды этих работ были выполнены с большой тщательностью и вниманием к деталям. Стены главного храма покрыты фресками, описывающими историю тибетского буддизма и главных мастеров из основных четырёх школ. Более ста пятидесяти статуй было изготовлено для Монастыря, в котором находится одна из крупнейших тибетских библиотек на Востоке. В настоящее время настоятелем монастыря Шечен является седьмой Шечен Рабджам Ринпоче, (родившийся в 1966 году), внук и духовный преемник Дилго Кьенце Ринпоче.
Более 300 монахов со всех областей Гималаев учатся и живут в Монастыре. Они получают образование, которое помимо буддистской философии также включает музыку, танец и живопись. В начальной школе 70 детей от пяти до четырнадцати лет получают полное образование, сочетающее традиционные предметы с современным учебным планом. Они живут в отдельной части Монастыря и о них с любовью заботится их настоятель. Некоторые монахи, которые обучались в монастыре в раннем возрасте, — теперь являются их учителями, передавая плоды своего знания младшим ученикам. По окончании школы, они приступают к двухлетнему курсу изучения ритуальных искусств, который включает заучивание текстов наизусть, овладение ритуальными музыкальными инструментами и изучение священных песнопений и танцев.
Успешно пройдя обучение, ученик поступает в Институт Шечен (тиб. Щедра — философский колледж). Те же, кто не переходит в Щедру, продолжают изучать тексты и практику медитации, а также принимать участие в ежедневных ритуалах монастыря. Монастырь посещают многие учителя, даруют посвящения и учение. Каждое лето все монахи проводят летний ретрит, который вошёл в традицию ещё со времён Будды Шакьямуни.
Монастырь обеспечивает монахам полноценное образование, а также берёт на себя все расходы по их проживанию, питанию, одежде и медицинскому обслуживанию. Вы тоже можете оказать содействие монастырю, спонсируя монаха. Это редкая возможность для молодых людей получить образование и стать живой связью для будущих поколений. В течение года в монастыре проводятся различные ритуалы, включая Друбчен (церемонии, длящиеся девять дней и ночей). Рабджам Ринпоче считает чрезвычайно важным сохранение подлинности этих ритуалов, которые объединяют опыт медитации с точным вниманием к деталям. Наряду с этим, во внутреннем дворе Монастыря проходит ежегодный фестиваль танца.
Монастырь Шечен был известен в Тибете благодаря своему особому стилю священного танца (цам). Шечен Рабджам Ринпоче стремится оживить эту традицию и приглашает мастеров из Тибета для обучения монахов. Танцоры из Шечен побывали в многочисленных успешных турах по Европе и Южной Америке. Также при монастыре находятся архивы Шечен, художественная школа «Церинг», созданная для сохранения гималайской культуры и священных искусств, медицинская клиника и гостиница для туристов и паломников.

## Держатели Линии в наше время
- Шечен Рабджам Ринпоче
- Дилго Кьенце Ринпоче